# Плиса (приток Немана)
Плиса (бел. Пліса) — река в Белоруссии, протекает по территории Новогрудского района Гродненской области, левый приток Немана. Длина реки — 25 км, площадь водосборного бассейна — 121 км², средний наклон водной поверхности 3,2 м/км.
Исток реки находится около деревни Заболоть в 8 км к северу от центра города Новогрудок. Генеральное направление течения — север и северо-восток.
Протекает в пределах Новогрудской возвышенности. Русло в верхнем течении на протяжении 9 км канализовано. Притоки — Лещанка (левый); Беница, Ляховка (правые).
Крупнейший населённый пункт на реке — агрогородок Вселюб. Помимо него река протекает деревни Шкеличи, Марцули, Зеневичи и Плиса 1-я. Во Вселюбе на реке плотина и запруда у бывшей дворянской усадьбы О’Рурков.
Впадает в Неман у деревни Николаево. Ширина реки в нижнем течении около 10 метров, скорость течения — 0,2 м/с.